# مملكة علوة
مملكة علوة، وتعرف أيضًا باسم ألوديا (باليونانية: Aρουα)، هي مملكة نوبية قامت في العصور الوسطى على ما هو الآن جنوب ووسط السودان. كانت عاصمتها مدينة سوبا، وتقع بالقرب من الخرطوم الحديثة عند التقاء النيلين الأزرق والأبيض.
تأسست علوة في وقت ما بعد سقوط مملكة كوش القديمة، نحو 350 بعد الميلاد، وقد ورد ذكرها لأول مرة في السجلات التاريخية في عام 569. كانت آخر الممالك النوبية الثلاث التي دخلت المسيحية في عام 580، بعد نوباتيا والمقرة. من المحتمل أن تكون قد وصلت إلى ذروتها خلال القرنين التاسع والثاني عشر عندما أظهرت السجلات أنها تفوقت على جارتها الشمالية، المقرة، من حيث الحجم والقوة العسكرية والازدهار الاقتصادي، ولكنها حافظت معها على روابط سلالات وثيقة. ونظرًا إلى كونها دولة كبيرة ومتعددة الثقافات، كانت مملكة علوة تُدار من قبل ملك قوي وحكام مقاطعات يعينهم. وُصِفت العاصمة سوبا بأنها مدينة ذات «مساكن واسعة وكنائس مليئة بالذهب والحدائق»، وازدهرت كمركز تجاري. ووصلتها البضائع من المقرة والشرق الأوسط وغرب إفريقيا والهند وحتى الصين. ازدهرت معرفة القراءة والكتابة باللغتين النوبية واليونانية.
بدأت مملكة علوة تتراجع منذ القرن الثاني عشر، وخاصة القرن الثالث عشر، وربما يعود ذلك إلى الغزوات من الجنوب، والجفاف، وتحول طرق التجارة. في القرن الرابع عشر، يُعتقد أن الطاعون دمر البلاد، أثناء بداية هجرة قبائل العرب إلى أعالي وادي النيل. وبحلول عام 1500 سقطت سوبا في يد العرب و الفونج. ومن المحتمل أن يكون هذا بمثابة نهاية مملكة علوة، على الرغم من أن بعض التقاليد الشفوية السودانية ادعت أنها نجت وشكلت مملكة فازوغلي داخل الحدود الإثيوبية السودانية. بعد تدمير سوبا، أنشأ الفونج سلطنة سنار، لتبدأ فترة من الأسلمة والتعريب.

## الجغرافيا

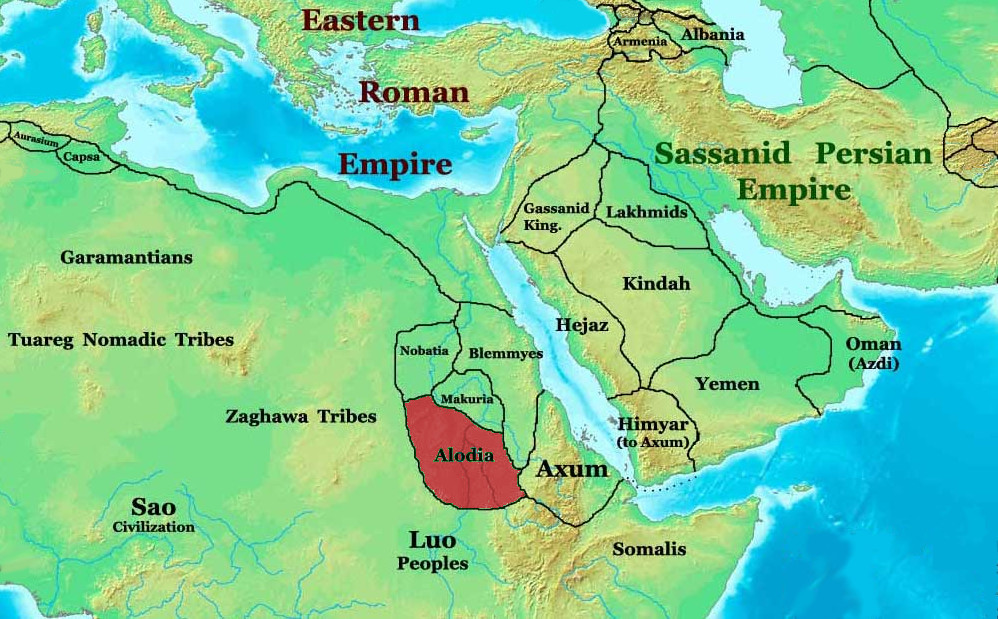
عهد علوة يظهر بوضوح في خريطة شمال أفريقيا

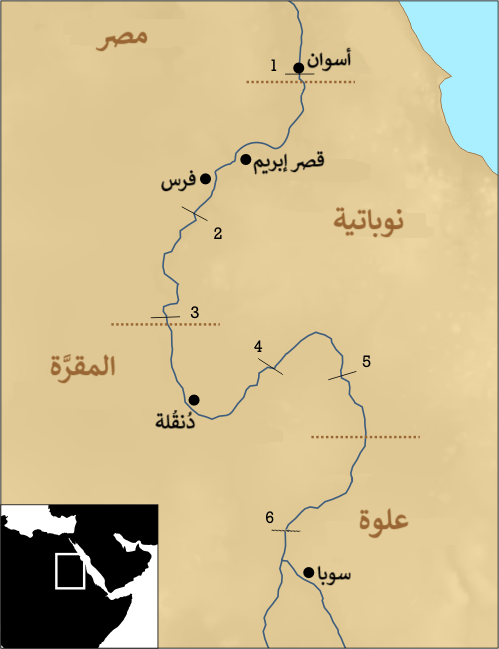
مملكة العلوة و باقي المماليك المسيحية

كانت علوة تقع في النوبة، وهي منطقة امتدت، في العصور الوسطى، من أسوان في جنوب مصر حتى نقطة غير محددة جنوب التقاء نهري النيل الأبيض والأزرق. كان قلب المملكة هو ما يعرف اليوم ب ولاية الجزيرة، وهي سهل خصب يحده من الغرب النيل الأبيض ومن الشرق النيل الأزرق. على النقيض من وادي النيل الأبيض، فإن وادي النيل الأزرق غني بالمواقع الأثرية المعروفة، ومن بينها سوبا. إن مدى نفوذ مملكة علوة في الجنوب غير واضح، على الرغم من أنه من المحتمل أن يكون على حدود المرتفعات الإثيوبية. تقع مواقع علوة في أقصى الجنوب بالقرب من مدينة سنار.
إلى الغرب من النيل الأبيض، ميّز ابن حوقل بين بلدة الجبلين، التي كانت تسيطر عليها المقرة وربما تتوافق مع شمال كُردفان، والأهدين التي تسيطر عليها علوة، والتي تتوافق مع جبال النوبة، وربما امتدت إلى أقصى الجنوب حتى جبل الليري، بالقرب من الحدود الحديثة مع جنوب السودان. وقد اقترح وجود صلات نوبية بدارفور، لكن الأدلة غير متوفرة.
من المحتمل أن المنطقة الشمالية من مملكة علوة امتدت من التقاء النيلين باتجاه مجرى بلدة أبو حمد بالقرب من جزيرة مقرات. وربما شكلت بلدة أبو حمد أقصى البؤر الاستيطانية الشمالية المعروفة لعلوة باسم الأبواب، على الرغم من أن بعض العلماء يقترحون أيضًا موقعًا أخر إلى الجنوب، بالقرب من نهر عطبرة. ولم يكتشف أي دليل على وجود استيطان كبير تابع لعلوة شمال التقاء النيلين، على الرغم من تسجيل وجود عدة حصون هناك.
كانت البطانة تقع بين النيل وعطبرة، وهي أرض عشبية صالحة للماشية. وشوهدت العديد من المواقع المسيحية على طول عطبرة ودلتا القاش المجاورة (بالقرب من كسلا). وفقًا لابن حوقل، كانت المنطقة المحيطة بدلتا القاش تحت حكم ملك تابع موالٍ لعلوة. في الواقع، يبدو أن الكثير من الأراضي الحدودية السودانية الإثيوبية الإريترية، التي كانت تحت سيطرة مملكة أكسوم الإثيوبية، كانت تحت نفوذ علوة. تشير روايات كل من ابن حوقل والأسواني إلى أن علوة سيطرت أيضًا على الصحراء على طول ساحل البحر الأحمر.

## التاريخ

### الأصول
قد يعود اسم ألوديا (علوة) إلى العصور القديمة، وربما ظهر أولًا باسم ألوت على لوحة تذكارية كوشية من أواخر القرن الرابع قبل الميلاد. وظهرت مرة أخرى على أنها علوة في قائمة المدن الكوشية للمؤلف الروماني بلينيوس الأكبر (القرن الأول الميلادي)، والتي قيل إنها تقع جنوب مروي. وهناك مدينة أخرى اسمها علوة مذكورة في نقش أكسومي من القرن الرابع، وتقع هذه المرة بالقرب من ملتقى نهري النيل وعطبرة.
بحلول أوائل القرن الرابع، كانت مملكة كوش، المسيطرة على جزء كبير من ضفاف الأنهار في السودان، في حالة انحطاط، وبدأ النوبيون (المتحدثون باللغات النوبية) بالاستقرار في وادي النيل. كانوا يعيشون في الأصل غرب النيل، لكن التغيرات في المناخ أجبرتهم على الاتجاه شرقًا، ما أدى إلى صراعات مع الكوش من القرن الأول قبل الميلاد على الأقل. وفي منتصف القرن الرابع، احتل النوبيون معظم المنطقة التي كانت تسيطر عليها مملكة كوش ذات يوم، بينما أصبحت مملكة الكوش تقتصر على الروافد الشمالية لنهر البطانة. يذكر نقش أكسومي كيف أن النوبيين المحاربين هددوا أيضًا حدود مملكة أكسوم شمال نهر تكازي (سيتي)، ما أدى إلى قيام حملة أكسومية. ويصف هزيمة النوبيين على يد قوات أكسوم وما تلاها من مسيرة إلى التقاء النيل وعطبرة. هناك نهب الأكسوم العديد من البلدات الكوشية، بما في ذلك علوة.
تشير الأدلة الأثرية إلى أن مملكة كوش لم تعد موجودة في منتصف القرن الرابع. من غير المعروف ما إذا كانت حملات الأكسوم لعبت دورًا مباشرًا في سقوطها. يبدو من المرجح أن وجود أكسوم في النوبة لم يدم طويلًا. في النهاية، شهدت المنطقة تطور المراكز الإقليمية التي دفنت النخب الحاكمة في الجثوات الكبيرة. كانت هذه الجثوات، ضمن ما سيصبح علوة، معروفة من الحباجي وجبل قيسي وربما جبل أولياء. ومن المعروف أن المدافن التي جرى التنقيب عنها في الحباجي تعود إلى أواخر القرن الرابع، وتحتوي على مجموعة متنوعة من الأسلحة تقلد الطقوس الجنائزية الملكية الكوشية. وفي الوقت نفسه، يبدو أن العديد من المعابد والمستوطنات الكوشية، بما في ذلك العاصمة السابقة مروي، هجرت إلى حد كبير. وذاب الكوشيون أنفسهم في نسيج النوبيين وأصبحت لغتهم اللغة النوبية.
إن نشأة مملكة علوة غير معروفة. واكتمل تشكيلها في منتصف القرن السادس، وقيل إنها كانت موجودة جنبًا إلى جنب مع الممالك النوبية الأخرى نوباتيا وماكوريا في الشمال. وكانت سوبا، التي تطورت بحلول القرن السادس إلى مركز حضري رئيسي، بمثابة عاصمتها. وفي عام 569 ذكرت مملكة علوة لأول مرة، والتي وصفها يوحنا الأفسسي بأنها مملكة على أعتاب التنصير. بشكل مستقل عن يوحنا الأفسسي، جرى التحقق من وجود المملكة أيضًا من خلال وثيقة يونانية من أواخر القرن السادس من مصر البيزنطية، تصف بيع جارية من علوة.

## وصلات خارجية
- رباب عبد الرحمن الوسيلة بابكر: "آثار مملكة علوة 500 م – 1500 م (سوبا إقليم)"